# Leporinus obtusidens
O Leporinus obtusidens (ou Megaleporinus obtusidens), conhecido vulgarmente no Brasil por vários nomes (piau-verdadeiro, piavuçu ou piapara) é uma espécie de peixe sul-americano que está presente em bacias como do Paraná, da Prata, do São Francisco, etc.
É um peixe migratório, onívoro (se alimenta de grãos, sementes e vegetais, animais invertebrados e peixes pequenos), preferindo como habitat águas profundas. Na Argentina recebe o nome de boga.